# Daikatana
Daikatana är ett förstapersonsskjutspel, utvecklat av Ion Storm och designat av John Romero. Spelet släpptes 2000 till Windows och senare även till Nintendo 64 och Game Boy Color.
Spelet bygger på Quake II-motorn men ger även spelaren två AI-styrda medarbetare som man kan ge instruktioner. Spelet ger spelaren möjligheter att förbättra/förändra sin profil på flera punkter genom erfarenhetspoäng på samma sätt som rollspel. Var och en av de fyra delarna av spelen är lika stora som ett normalt spel.
Man spelar som Hiro Miyamoto, som reser genom tiden med sina sidekicks Mikiko Ebihara och Superfly Johnson. Fyra olika tidsepoker bevistas, bland annat ett mytiskt Grekland och ett medeltida Norge.
Spelet avtäcktes 1997 och hypades hårt. En ökänd reklamkampanj utlovade "John Romero's About To Make You His Bitch". Romero själv kom senare att be om ursäkt för kampanjen. Spelet hade en för sin tid ovanligt lång utvecklingstid med diverse förseningar och vid premiären blev bemötandet inte så bra. Grafiken ansågs vara föråldrad när spelet väl släpptes, och de två datorstyrda medarbetarna ansågs vara till besvär för spelaren. Spelet sålde ej bra och blev en stor flopp. John Romero har fått oerhört mycket kritik för spelet. Men spelet har ändå flera fans som hävdar att spelet inte är så dåligt som så många säger och som har skapat flera patchar och moddar till spelet.